# 処罰
処罰（しょばつ）とは、一般的な意味として「罰を与えること」と定義される。
法的な意味では、国家権力による刑罰権の発動を意味する。
近代国家の多くは私的復讐や仇討ちを認めず、刑罰権を独占することで民主主義を担保している。
刑罰原理はおおむね三つの観点から説明されるのが一般的である。
すなわち、
1. 侵害原理（harm principle）
2. 道徳原理（moralism）
3. 家父長主義原理（paternalism）

のいずれかによって正当化される。